# Список насекомых, занесённых в Красную книгу Республики Башкортостан
В список входят насекомые, занесённые в Красную книгу Республики Башкортостан.
Класс Насекомые — Insecta
Отряд Стрекозы — Odonata
- Перевязанная стрекоза — Sympetrum pedemon tanum — Allioni
- Дозорщик-император — Anax imperator Leach

Отряд Богомолы — Montodea
- Обыкновенный богомол — Mantis religiosa L

Отряд Палочники — Phasimoidea
- Палочник — Ramulus bituberculatus Redt

Отряд Прямокрылые — Orthoptera
- Степная дыбка — Saga pedo Pallas

Отряд Жесткокрылые — Coleoptera
- Пахучий красотел — Calosoma sycophanta L
- Жук-олень — Lucanus cervus L
- Обыкновенный восковик — Osmoderma eremita Scopoli

- Мраморный хрущ — Polypnylla fullo L
- Альпийский усач — Rosalia alpina L

Отряд Сетчатокрылые — Neuroptera
- Пестрый аскалаф — Ascalaphus maraconis Scopoli

Отряд Перепончатокрылые — Hymenoptera
- Пчела-плотник — Xylocopa valga Gerstaecker
- Башкирская бортевая пчела — Apis mellifera L
- Армянский шмель — Bombus armeniacus Raboszkowski
- Изменчивый шмель — Bombus proteus Gerstaecker
- Необыкновенный шмель — Bombus paradoxum Dalla Torre

Отряд Ручейники — Trichop
- Бабочковидный ручейник — Semblis phalaenoidaes L

Отряд Чешуекрылые — Lepidoptera
- Мнемозина — Parnassius mnemosyne L
- Аполлон — Parnassius apollo L
- Махаон — Papilio machaon L
- Подалирий — Iphiclides podaliris L
- Фрина — Triphysa phryne Pallas
- Малая павлиноглазка — Eudia pavonia L
- Антей — Chazara anthe Ochs
- Адмирал — Vanessa atalanta L
- Березовый шелкопряд — Endromis versicolora L
- Слепой бражник — Smerinthus coecus Men

Отряд Двукрылые — Diptera
- Гигантский ктырь — Satanas gigas Ever